# Jan Nepomucen Hoffmann
Jan Nepomucen Franciszek Hoffmann (ur. w 1753 w Kelču, zm. 21 grudnia 1835 we Lwowie) – rektor Uniwersytetu Jagiellońskiego i Liceum Lwowskiego, honorowy obywatel Lwowa.
Uczęszczał do szkół gimnazjalnych w Hradyszu i Mikulovie. Studia filozoficzne i teologiczne ukończył w Ołomuńcu, święcenia kapłańskie otrzymał w 1776 roku w Wiedniu. W 1778 został skierowany do Lwowa, gdzie pełnił funkcje kierownicze w szkolnictwie. W 1784 został wybrany scholastykiem katedralnym kapituły lwowskiej. 12 listopada 1785 otrzymał tytuł doktora prawa na Uniwersytecie Lwowskim. Objął urząd generalnego wizytatora szkół elementarnych w Galicji. W latach 1805–1806 był rektorem na Uniwersytecie Jagiellońskim i profesorem na katedrze teologii. W 1806 powrócił do Lwowa, gdzie w roku akademickim 1808/09 pełnił funkcję rektora Liceum. W 1812 został administratorem kapituły lwowskiej, a w 1822 opatem żółkiewskim. W 1830 został dyrektorem zakładu głuchoniemych we Lwowie.
Zapisał się działalnością na rzecz sierot i głuchoniemych, otwierając dla nich placówki. Za tę działalność otrzymał honorowe obywatelstwo miasta Lwowa (ok. 1831), a także Order Cesarza Leopolda. Pozostawił znaczny majątek, który w większości zapisał na dzieła dobroczynne we Lwowie.